# Keith Vaz
Keith Vaz (ur. 26 listopada 1956 w kolonii adeńskiej) – brytyjski polityk, członek Partii Pracy. W latach 1987–2019 był posłem do Izby Gmin. Był ministrem stanu w ministerstwie spraw zagranicznych w pierwszym gabinecie Tony'ego Blaira.

## Życiorys
Urodził się w Adenie, wówczas kolonii brytyjskiej. Jego rodzice pochodzą z Goa, byłej kolonii portugalskiej, włączonej następnie do Indii. Rodzina emigrowała do Wielkiej Brytanii gdy miał 9 lat i osiadła w Twickenham.
Ukończył studia prawnicze na Uniwersytecie w Cambridge w 1979, w 1987 uzyskał stopień Master of Arts.
Członek Partii Pracy od 1982. W 1983 bez powodzenia kandydował na posła do Izby Gmin w okręgu Richmond and Barness. W 1984 roku także bez powodzenia kandydował do Parlamentu Europejskiego.
W 1987 uzyskał mandat poselski do Izby Gmin z okręgu Leicester East. Posłem z tego okręgu był przez osiem kolejnych kadencji, aż do 6 listopada 2019. W 2019 roku ogłosił, że rezygnuje z dalszego kandydowania do Izby Gmin.